# 안드리스코스

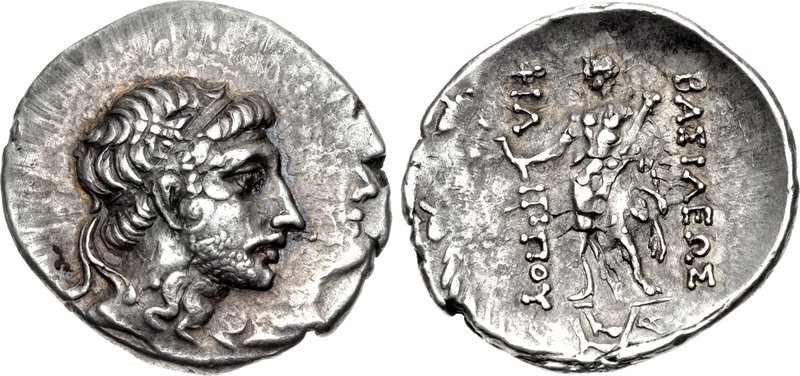
안드리스쿠가 양각된 동전, 뒷면에는 그리스어로 필리포스 왕이라고 쓰여있다

안드리스쿠스(Ανδρίσκος,  기원전 185년 미시아 – 기원전 146년 로마)는 마케도니아 왕국의 지배자(재위 : 기원전 149년 – 기원전 148년)였다. 마케도니아 페르세우스의 아들이라 참칭하여, 가짜 필리포스(pseudo-Philip)라고도 불린다.

## 생애

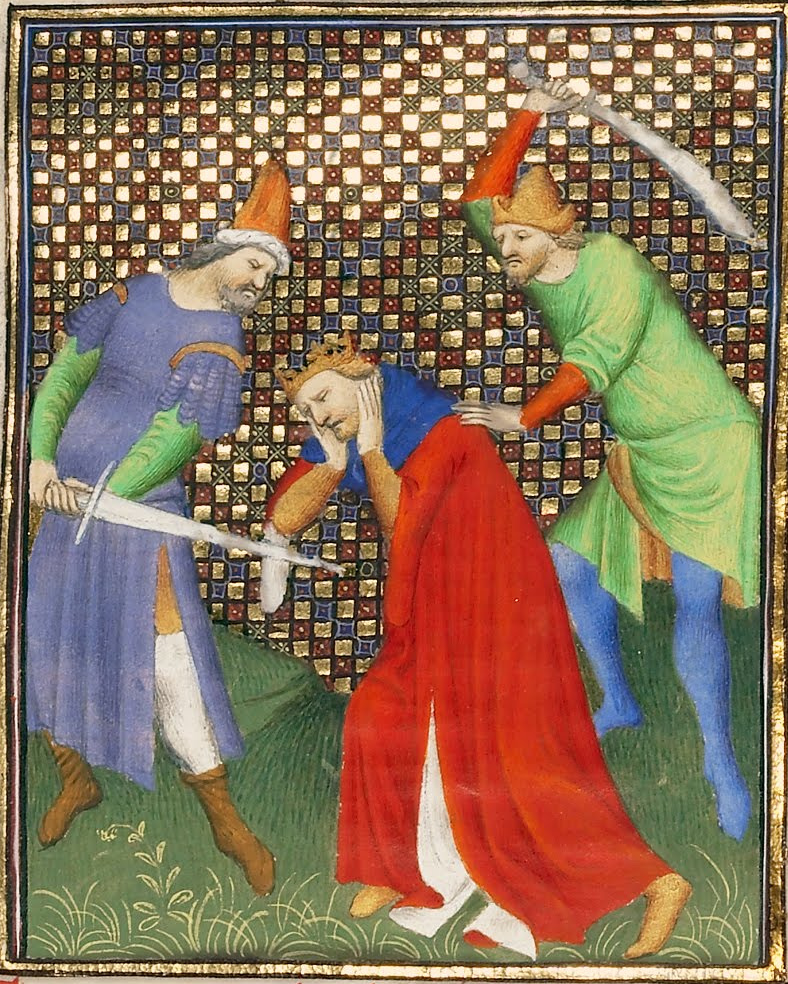
가짜 필리포스의 죽음, 15세기 미니어처

아나톨리아의 아이올리스 지방에 있던 아도라 뮤티온(현재의 에드레미드)의 직물업자(fuller)였다. 마케도니아 왕위를 노리고, 안티고노스 왕조 마지막 바실레우스인 페르세우스의 아들이라고 참칭하고는 필리포스 6세 (Philip VI)라고 참칭하기까지 했다.
안드리스쿠스는 마케도니아가 이미 조각나서 지지를 전혀 얻지 못하고, 시리아로 쫓겨난 셀레우코스 왕조의 데메트리오스 1세 소테르의 지원을 받아 로마 공화정과 싸웠다. (제4차 마케도니아 전쟁) 그는 이때 패주를 하였다가 다시 트라키아 대군을 이끌고 마케도니아에 나타나 기원전 148년에 법무관 푸블리우스 유벤티우스(Publius Juventius)를 물리치고, 바실레우스를 참칭했다. 그러나 테살리아의 정복과 카르타고와의 동맹은 상황을 악화시켰고, 기원전 148년에 〈제2차 피드나 전투〉에서 퀸투스 카아이킬리우스 메텔루스에게 패해 트라키아로 패주했다. 그러나 트라키아의 왕자는 그를 배신하고, 로마로 이송된다.
안드리스쿠스는 자기의 마케도니아에 대한 통치 신념은 학대와 착취라고 하여 마케도니아 도시들을 불태우고 폭정을 일삼았다. 이 사건 이후, 마케도니아는 로마의 속주가 되었다.